# Jay Brannan
Jay Brannan (Houston, 29 maart 1982) is een Amerikaanse singer-songwriter en acteur.
Brannan kreeg bekendheid door eigen video-opnames van zijn optredens te posten op YouTube en zijn homepage. In maart 2007 bood hij vier van zijn nummers te koop aan via MySpace. Na een ep (Unmastered), volgde in 2008 zijn eerste album Goddamned dat de eerste plaats in de iTunes Folk Chart bereikte. In 2009 verscheen het album In Living Cover, waarop zeven covers en twee nieuwe eigen nummers staan.
Naast zijn muziekcarrière is Brannan acteur. Als openlijk homoseksueel werd hij tweemaal getypecast als homo in de films Shortbus (2006) en Holding Trevor (2007).

## Discografie
- 2007 Unmastered (ep)
- 2008 Goddamned (album)
- 2009 In Living Cover (album)
- 2012 Rob Me Blind (album)
- 2013 Around the world in 80 jays (ep)
- 2014 Always, Then, & Now (album)

## Filmografie
- 2006 Shortbus
- 2007 Holding Trevor